# Modlitwa

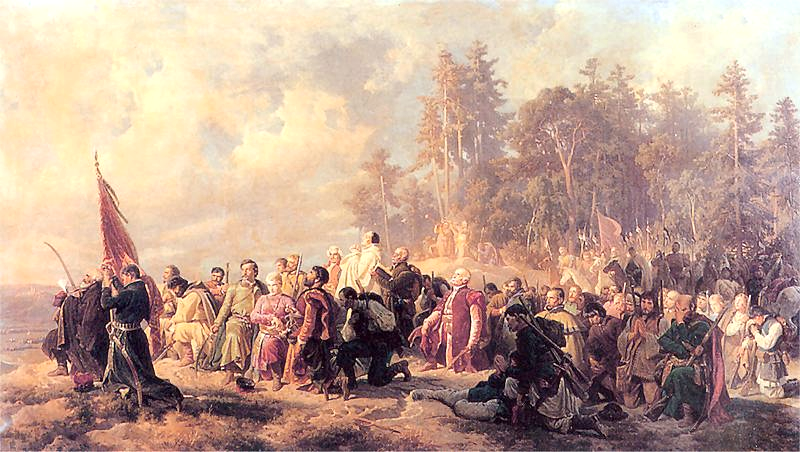
Modlitwa konfederatów barskich,
obraz Artura Grottgera z 1863 r.

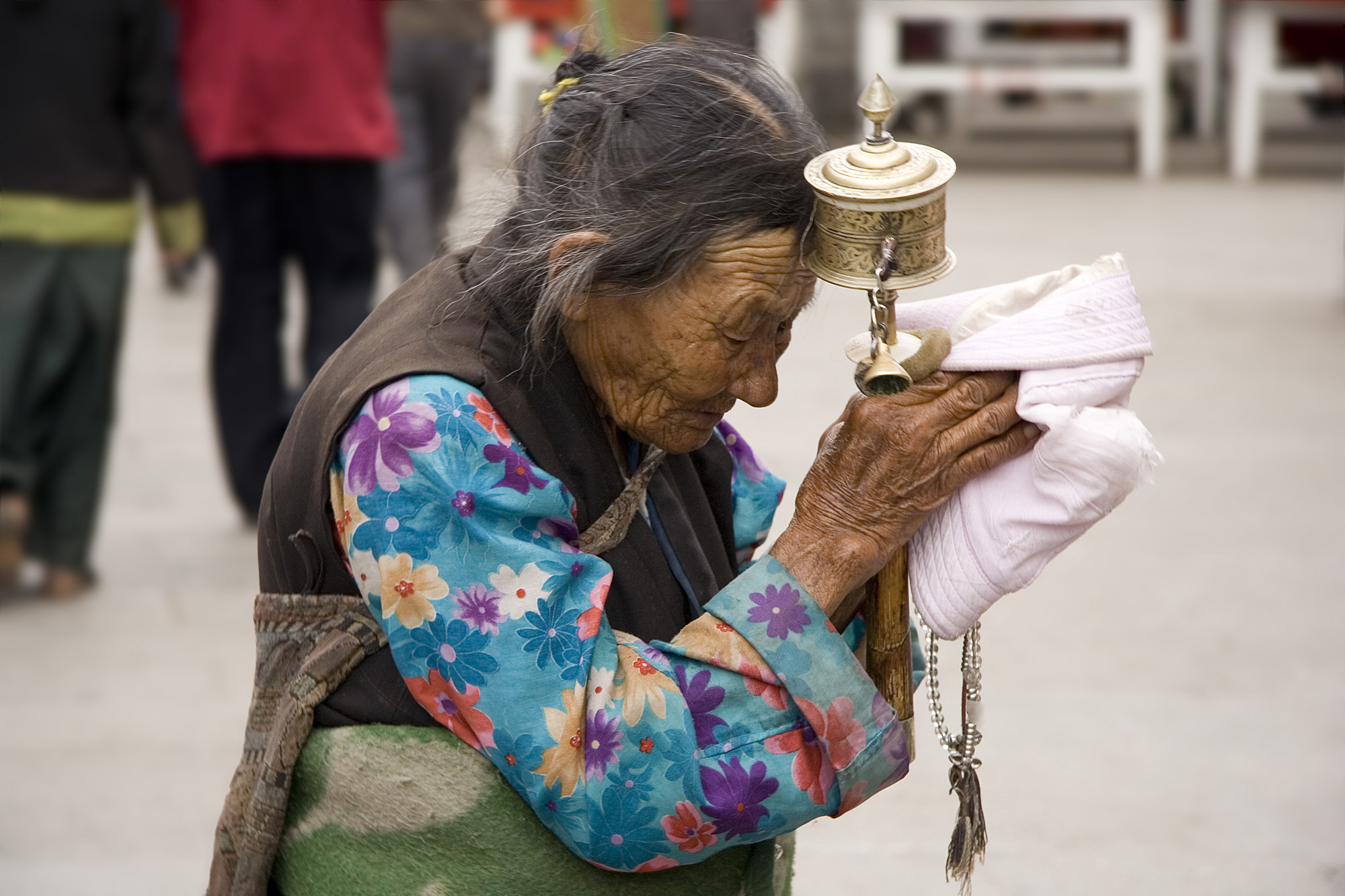
Starsza kobieta z młynkiem modlitewnym w Lhasa (Tybet)

Modlitwa – czynność kultowa, występująca w wielu religiach. Polega na skierowaniu swoich myśli do istoty lub istot, mogących być lub będących przedmiotem kultu (bogowie, święci, aniołowie). 

## Charakterystyka modlitwy
Modlitwa jest czynnością kultową, charakterystyczną dla wielu religii, polegającą na wezwaniu do bóstwa. Wywodzi się z praktyk magicznych i początkowo miała formę zaklęcia, które według wierzeń posiadało moc oddziaływania na rzeczywistość za pomocą słów. Za skuteczny element zaklęcia-modlitwy uchodziło wymawianie imienia wzywanego bóstwa. Wraz z rozwojem religii i kultu religijnego powstały inne rodzaje modlitwy (np. dziękczynne). Współcześnie najczęściej modlitwa łączy w sobie różne cechy wezwania: prośbę, podziękowanie, hołd itd.
Często język modlitwy jest sformalizowany i zrozumiały jedynie dla znających język sakralny. Niekiedy modlitwie towarzyszą określone gesty (np. klękanie), a podczas jej odmawiania używa się przeznaczonych do tego akcesoriów (np. różaniec). W religiach plemiennych towarzyszy jej często taniec rytualny. W niektórych religiach siła modlitwy zależy od liczby powtarzalnych sformułowań (tzw. modlitwa mechaniczna, np. młynki modlitewne w lamaizmie).

## Modlitwa w poszczególnych religiach

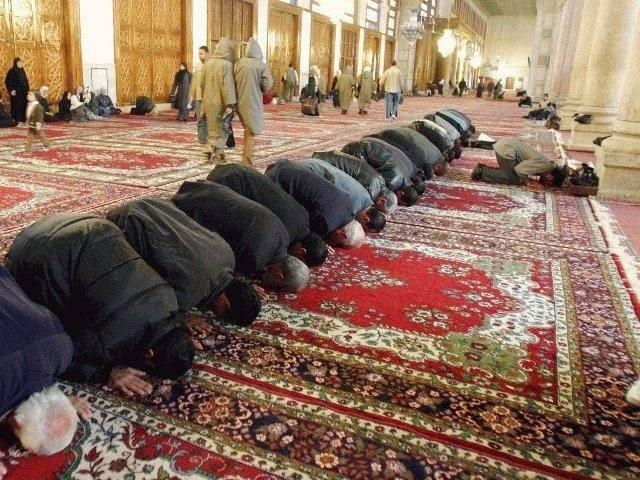
Modlitwa muzułmanów w kierunku Mekki.

Akty modlitewne są powszechne we wszystkich religiach. Choć modlitwa może przyjmować formę indywidualnej rozmowy z istotą boską, to w wielu religiach ukształtował się pewien kanon modlitw, których treść jest ściśle określona i przekazywana w takiej formie wyznawcom.

### Chrześcijaństwo
W chrześcijaństwie modlitwa jest rozmową z Bogiem osobowym, zwróceniem się do niego w prośbie, dziękczynieniu czy uwielbieniu. Chrześcijanie uczą się modlitwy od proroków, świętych, a przede wszystkim od Jezusa, który według Ewangelii za życia wiele razy zwracał się do Boga i przekazywał słowa modlitwy swoim uczniom. Modlitwa jest rozmową duchową, w której większość chrześcijan zwraca się również (np. w kościele rzymskokatolickim) do świętych o wstawiennictwo u Boga.
Trzy główne formy modlitwy w życiu chrześcijanina: modlitwa ustna, rozmyślanie i kontemplacja.

### Hinduizm
Modlitwa w hinduizmie: om, puja, medytacja;

### Islam
Modlitwa w islamie: salat, dhikr, medytacja (halvet, muraqaba)

### Judaizm
Modlitwa w judaizmie: kadisz, Amida, Szema, kidusz, Mode ani.